# Huvan

Huvan är en ö drygt 650 meter utanför Pite havsbads strand i Piteå kommun, Norrbottens län.